# Bob Shirlaw
Robert Alan "Bob" Shirlaw, född 9 april 1943 i Sydney, är en australisk före detta roddare.
Shirlaw blev olympisk silvermedaljör i åtta med styrman vid sommarspelen 1968 i Mexico City.